# 杜陵杜氏
杜陵杜氏（トゥルンドゥし、朝鮮語: 두릉두씨）は、朝鮮の氏族の一つ。本貫は中華人民共和国陝西省である。2015年調査では、5,257人である（同系列の万頃杜氏は603人、杜山杜氏は34人）。
始祖は、中国京兆郡に起源を持ち、北宋の太宗時代に兵部尚書を務めた杜慶寧である。杜慶寧は、北宋の真宗の王位継承問題について上訴を行い、真宗の逆鱗に触れ、蘇州の刺史に左遷された。杜慶寧は子の中書舎人を務めた杜之建と杜之逢の兄弟を連れて、1004年に高麗に帰化した。穆宗は杜慶寧に右司官の官職と領地に下賜した後、杜陵君に封じ、杜慶寧の子孫が杜陵杜氏を創始した。